# Karl Sprenger
Karl Ludwig Sprenger, auch Carl Ludwig Sprenger (* 30. November 1846 in Güstrow; † 13. Dezember 1917 auf Korfu) war ein deutscher Botaniker und kaiserlicher Gartenmeister. Sein offizielles botanisches Autorenkürzel lautet „Sprenger“.

## Leben
Karl Sprenger, früh verwaist, wuchs in Güstrow in Mecklenburg auf, besuchte die Volksschule und trat nach seiner Konfirmation in die Lehre bei dem Handelsgärtner Behnke in der Schweriner Vorstadt. Nach seiner Lehre kam er 1865 in den hannoverschen Hofgarten von Schloss Herrenhausen. Königin Marie sprach ihn mehrfach an. 1870/71 nahm er als mecklenburgischer Jäger am Deutsch-Französischen Krieg teil. Nach der Schlacht von Orléans zog er sich am 16. Dezember 1870, bei grimmiger Kälte im schneebedeckten Walde die Nacht verbringend, ein Ohrenleiden zu, wodurch er im Laufe der Zeit das Gehör vollständig einbüßte.
Sprenger pachtete 1875 mit seinem Vetter eine Gärtnerei in Agram und im Jahr darauf eine Samenhandlung und Versandgärtnerei in Graz. Ein operativer Eingriff an seinem Gehör und eine Lungenentzündung zwangen ihn später, ein südliches Klima aufzusuchen.
Auf den Borromäischen Inseln fand er eine Anstellung bei einer deutschen gräflichen Familie, in der er ganz seinen Liebhabereien in der Veredlung und Kreuzung von Pflanzen nachgehen konnte. Auf seinen späteren Fahrten durch Italien blieb er schließlich in dem kleinen Orte San Giovanni a Teduccio am Fuße des Vesuvs hängen, wo er Gemüse und Strohblumen für den Export züchtete.
In Vomero legte er einen eigenen botanischen Garten an, den Hortus botanicus Vomeriensis und widmete sich theoretisch und praktisch botanischen Studien. In Korrespondenz mit Fachleuten aus aller Welt erhielt er Sämereien und benutzte sie zu Versuchskulturen. Es entstanden überraschende Erfolge und eine Reihe von Pflanzen wurden später in der Botanik und im Handel mit seinem Namen bezeichnet. So etwa der Zierspargel Asparagus sprengeri, der allgemeine Verbreitung gefunden hat und im Umkreis von Vomero auch auswilderte, oder die Magnolia sprengeri
Sprenger bereiste gerade Spanien, als ihn ein Telegramm erreichte, in dem er für die Neuordnung des kaiserlichen Gartens am Achilleion auf die Insel Korfu bestellt wurde. Er löste die Aufgabe zur Zufriedenheit der kaiserlichen Familie und schuf durch Fällen von Bäumen wundervolle Durch- und Fernsichten nach allen Seiten. Bei dem nächsten Besuch der kaiserlichen Familie in Korfu hielt Kaiser Wilhelm II. nicht mit seiner Anerkennung zurück und ließ vor versammeltem Gefolge durch den Generalobersten von Plessen dem Gartenmeister den Roten Adlerorden auf die Brust heften.
Im Ersten Weltkrieg wurde Sprenger die Erlaubnis zur Rückkehr nach Neapel verweigert. Als die Franzosen Korfu besetzten, wurde er 11 Tage in der Stadt Korfu ins Gefängnis gesperrt, dann dort interniert. Er starb am 13. Dezember 1917 in seinem Haus in Korfu.

## Ehrungen
Nach Sprenger ist die Pflanzengattung Sprengeria Greene aus der Familie der Kreuzblütler (Brassicaceae) benannt.